# 海津郡

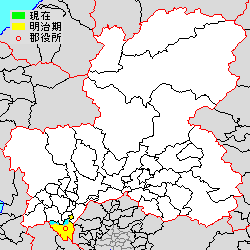
岐阜県海津郡の位置（水色：後に他郡から編入した区域）

海津郡（かいづぐん）は、岐阜県にあった郡。

## 郡域
1897年（明治30年）に行政区画として発足した当時の郡域は、海津市の大部分（南濃町駒野新田・南濃町早瀬・南濃町津屋・南濃町志津・南濃町志津新田を除く）にあたる。

## 歴史
- 明治30年（1897年）4月1日 - 郡制の施行のため、海西郡・下石津郡および安八郡の一部の区域をもって海津郡が発足。同時に以下の町村の統合が行われる。全域が現・海津市。（2町7村）
  - 城山村 ← 西駒野村、奥条村、庭田村、徳田村、徳田新田、羽沢村、上野河戸村、山崎村
  - 海西村 ← 野寺村、勝賀村、幡長村、岡村、者結村、蛇池村
  - 今尾町 ← 今尾町、高田村、三郷村、仏師川村、平原村、土倉村、脇野村、西島村
  - 高須町 ← 高須町、福岡村、日下丸村、西小島村、東小島村、萱野村、高須村、馬目村、内記村、札野村
  - 西江村 ← 稲山村、本阿弥新田、安田新田、安田村、帆引新田、沼新田、深浜村、万寿新田［一部[1]］
  - 東江村 ← 秋江村、草場村、大和田村、松山中島村、駒ヶ江村、長瀬村、日原村、長久保村、立野村
  - 大江村 ← 外浜村、石亀村、森下村、古中島村、福江村、金廻村、油島村、万寿新田［一部[2]］
  - 石津村 ← 太田村、吉田村、松山村、田鶴村、境村
  - 吉里村 ← 松木村、鹿野村、瀬古村、神桐村、成戸村、福一色村
- 明治30年（1897年）8月1日 - 郡制を施行。
- 大正12年（1923年）4月1日 - 郡会が廃止。郡役所は存続。
- 大正15年（1926年）7月1日 - 郡役所が廃止。以降は地域区分名称となる。
- 昭和29年（1954年）
  - 6月1日 - 城山村が町制施行して城山町となる。（3町6村）
  - 11月3日 - 城山町が養老郡池辺村の一部（駒野新田および釜段の一部[3]）を編入。
  - 11月5日 - 城山町・石津村が養老郡下多度村と合併して南濃町が発足。（3町5村）
- 昭和30年（1955年）
  - 1月15日 - 高須町・吉里村・東江村・大江村・西江村が合併して海津町が発足。（3町1村）
  - 2月1日 - 海西村および今尾町の一部（今尾・土倉・脇野・西島・高田・三郷・仏師川）が合併して平田町が発足。今尾町の残部（平原）が海津町に編入。（3町）
  - 4月1日 - 南濃町の一部（若宮・船見および津屋の一部[4]）が養老郡養老町に編入[5]。
- 平成17年（2005年）3月28日 - 海津町・平田町・南濃町が合併して海津市が発足。同日海津郡消滅。

### 変遷表
| 旧郡          | 明治以前     | 明治以前     | 明治初年 - 明治5年 | 明治6年 - 明治7年      | 明治8年 - 明治11年      | 明治12年 - 明治22年                       | 明治22年 7月1日 町村制施行 | 明治30年 4月1日 海津郡発足 | 明治30年 - 昭和29年          | 明治30年 - 昭和29年    | 昭和30年 - 昭和64年               | 平成元年 - 現在        | 現在          |
| ------------- | ------------ | ------------ | ------------------ | ---------------------- | ----------------------- | ----------------------------------------- | -------------------------- | -------------------------- | ---------------------------- | ---------------------- | --------------------------------- | ---------------------- | ------------- |
| 中島郡        | 大須村       | 一部         | 大須村             | 大須村                 | 大須村                  | 大須村                                    | 幡長村                     | 海西村                     | 海西村                       | 海西村                 | 昭和30年2月1日 平田町             | 平成17年3月28日 海津市 | 海津市        |
| 海西郡        | 幡長村       | 幡長村       | 幡長村             | 幡長村                 | 幡長村                  | 幡長村                                    | 幡長村                     | 海西村                     | 海西村                       | 海西村                 | 昭和30年2月1日 平田町             | 平成17年3月28日 海津市 | 海津市        |
| 海西郡        | 野寺村       | 野寺村       | 野寺村             | 野寺村                 | 野寺村                  | 野寺村                                    | 野寺村                     | 海西村                     | 海西村                       | 海西村                 | 昭和30年2月1日 平田町             | 平成17年3月28日 海津市 | 海津市        |
| 海西郡        | 野市場村     | 野市場村     | 野市場村           | 野市場村               | 明治8年1月 安八郡蛇池村 | 安八郡蛇池村                              | 海西郡 蛇池村              | 海西村                     | 海西村                       | 海西村                 | 昭和30年2月1日 平田町             | 平成17年3月28日 海津市 | 海津市        |
| 安八郡        | 脇田村       | 脇田村       | 脇田村             | 脇田村                 | 明治8年1月 安八郡蛇池村 | 安八郡蛇池村                              | 海西郡 蛇池村              | 海西村                     | 海西村                       | 海西村                 | 昭和30年2月1日 平田町             | 平成17年3月28日 海津市 | 海津市        |
| 安八郡        | 須賀村       | 須賀村       | 須賀村             | 須賀村                 | 明治8年6月 勝賀村       | 勝賀村                                    | 海西郡 勝賀村              | 海西村                     | 海西村                       | 海西村                 | 昭和30年2月1日 平田町             | 平成17年3月28日 海津市 | 海津市        |
| 安八郡        | 勝村         | 勝村         | 勝村               | 勝村                   | 明治8年6月 勝賀村       | 勝賀村                                    | 海西郡 勝賀村              | 海西村                     | 海西村                       | 海西村                 | 昭和30年2月1日 平田町             | 平成17年3月28日 海津市 | 海津市        |
| 海西郡        | 者結村       | 者結村       | 者結村             | 者結村                 | 者結村                  | 者結村                                    | 者結村                     | 海西村                     | 海西村                       | 海西村                 | 昭和30年2月1日 平田町             | 平成17年3月28日 海津市 | 海津市        |
| 海西郡        | 岡村         | 岡村         | 岡村               | 岡村                   | 岡村                    | 岡村                                      | 岡村                       | 海西村                     | 海西村                       | 海西村                 | 昭和30年2月1日 平田町             | 平成17年3月28日 海津市 | 海津市        |
| 海西郡        | 須脇村       | 須脇村       | 須脇村             | 須脇村                 | 明治8年1月 三郷村       | 三郷村                                    | 三郷村                     | 今尾町                     | 平田町                       | 平田町                 | 昭和30年2月1日 平田町             | 平成17年3月28日 海津市 | 海津市        |
| 安八郡        | 大尻村       | 大尻村       | 大尻村             | 大尻村                 | 明治8年1月 三郷村       | 三郷村                                    | 三郷村                     | 今尾町                     | 平田町                       | 平田町                 | 昭和30年2月1日 平田町             | 平成17年3月28日 海津市 | 海津市        |
| 安八郡        | 車戸村       | 車戸村       | 車戸村             | 車戸村                 | 明治8年1月 三郷村       | 三郷村                                    | 三郷村                     | 今尾町                     | 平田町                       | 平田町                 | 昭和30年2月1日 平田町             | 平成17年3月28日 海津市 | 海津市        |
| 安八郡        | 仏師川村     | 仏師川村     | 仏師川村           | 仏師川村               | 明治8年1月 仏師川村     | 仏師川村                                  | 仏師川村                   | 今尾町                     | 平田町                       | 平田町                 | 昭和30年2月1日 平田町             | 平成17年3月28日 海津市 | 海津市        |
| 安八郡        | 仏師川新田   | 仏師川新田   | 仏師川新田         | 仏師川新田             | 明治8年1月 仏師川村     | 仏師川村                                  | 仏師川村                   | 今尾町                     | 平田町                       | 平田町                 | 昭和30年2月1日 平田町             | 平成17年3月28日 海津市 | 海津市        |
| 安八郡        | 今尾村       | 今尾村       | 今尾村             | 今尾村                 | 今尾村                  | 今尾村                                    | 今尾町                     | 今尾町                     | 平田町                       | 平田町                 | 昭和30年2月1日 平田町             | 平成17年3月28日 海津市 | 海津市        |
| 安八郡        | 高田村       | 高田村       | 高田村             | 高田村                 | 高田村                  | 高田村                                    | 高田村                     | 今尾町                     | 平田町                       | 平田町                 | 昭和30年2月1日 平田町             | 平成17年3月28日 海津市 | 海津市        |
| 安八郡        | 土倉村       | 土倉村       | 土倉村             | 土倉村                 | 土倉村                  | 土倉村                                    | 土倉村                     | 今尾町                     | 平田町                       | 平田町                 | 昭和30年2月1日 平田町             | 平成17年3月28日 海津市 | 海津市        |
| 安八郡        | 脇野村       | 脇野村       | 脇野村             | 脇野村                 | 脇野村                  | 脇野村                                    | 脇野村                     | 今尾町                     | 平田町                       | 平田町                 | 昭和30年2月1日 平田町             | 平成17年3月28日 海津市 | 海津市        |
| 安八郡        | 西島村       | 西島村       | 西島村             | 西島村                 | 西島村                  | 西島村                                    | 西島村                     | 今尾町                     | 平田町                       | 平田町                 | 昭和30年2月1日 平田町             | 平成17年3月28日 海津市 | 海津市        |
| 安八郡        | 内野村       | 内野村       | 内野村             | 内野村                 | 明治8年1月 平原村       | 平原村                                    | 安八郡 平原村              | 今尾町                     | 平田町                       | 平田町                 | 昭和30年2月1日 海津町に編入       | 平成17年3月28日 海津市 | 海津市        |
| 安八郡        | 成田村       | 成田村       | 成田村             | 成田村                 | 明治8年1月 平原村       | 平原村                                    | 安八郡 平原村              | 今尾町                     | 平田町                       | 平田町                 | 昭和30年2月1日 海津町に編入       | 平成17年3月28日 海津市 | 海津市        |
| 安八郡        | 下成田村     | 下成田村     | 下成田村           | 下成田村               | 明治8年1月 平原村       | 平原村                                    | 安八郡 平原村              | 今尾町                     | 平田町                       | 平田町                 | 昭和30年2月1日 海津町に編入       | 平成17年3月28日 海津市 | 海津市        |
| 下石津郡      | 福島村       | 福島村       | 福島村             | 福島村                 | 明治8年1月 三喜村       | 明治14年11月 福島村                       | 安八郡 平原村              | 今尾町                     | 平田町                       | 平田町                 | 昭和30年2月1日 海津町に編入       | 平成17年3月28日 海津市 | 海津市        |
| 下石津郡      | 内記村       | 内記村       | 内記村             | 内記村                 | 明治8年1月 三喜村       | 明治14年11月 内記村                       | 内記村                     | 高須町                     | 高須町                       | 高須町                 | 昭和30年1月15日 海津町            | 平成17年3月28日 海津市 | 海津市        |
| 下石津郡      | 馬目村       | 馬目村       | 馬目村             | 馬目村                 | 明治8年1月 三喜村       | 明治14年11月 馬目村                       | 馬目村                     | 高須町                     | 高須町                       | 高須町                 | 昭和30年1月15日 海津町            | 平成17年3月28日 海津市 | 海津市        |
| 下石津郡      | 高須村       | 高須村       | 明治5年 高須村     | 高須村                 | 高須村                  | 高須村                                    | 高須村                     | 高須町                     | 高須町                       | 高須町                 | 昭和30年1月15日 海津町            | 平成17年3月28日 海津市 | 海津市        |
| 下石津郡      | 高須町       | 高須町       | 明治5年 高須村     | 高須村                 | 高須村                  | 明治14年7月 分立 高須町                   | 高須町                     | 高須町                     | 高須町                       | 高須町                 | 昭和30年1月15日 海津町            | 平成17年3月28日 海津市 | 海津市        |
| 下石津郡      | 札野村       | 札野村       | 札野村             | 札野村                 | 札野村                  | 札野村                                    | 札野村                     | 高須町                     | 高須町                       | 高須町                 | 昭和30年1月15日 海津町            | 平成17年3月28日 海津市 | 海津市        |
| 下石津郡      | 東駒野村     | 東駒野村     | 東駒野村           | 東駒野村               | 福岡村                  | 明治18年9月 福岡村                        | 福岡村                     | 高須町                     | 高須町                       | 高須町                 | 昭和30年1月15日 海津町            | 平成17年3月28日 海津市 | 海津市        |
| 下石津郡      | 東駒野村     | 東駒野村     | 東駒野村           | 東駒野村               | 福岡村                  | 明治18年9月 日下丸村                      | 日下丸村                   | 高須町                     | 高須町                       | 高須町                 | 昭和30年1月15日 海津町            | 平成17年3月28日 海津市 | 海津市        |
| 下石津郡      | 萱野村       | 萱野村       | 萱野村             | 萱野村                 | 明治8年1月 三ツ葉村     | 明治14年7月 萱野村                        | 萱野村                     | 高須町                     | 高須町                       | 高須町                 | 昭和30年1月15日 海津町            | 平成17年3月28日 海津市 | 海津市        |
| 下石津郡      | 東小島村     | 東小島村     | 東小島村           | 東小島村               | 明治8年1月 三ツ葉村     | 明治14年7月 東小島村                      | 東小島村                   | 高須町                     | 高須町                       | 高須町                 | 昭和30年1月15日 海津町            | 平成17年3月28日 海津市 | 海津市        |
| 下石津郡      | 西小島村     | 本田分       | 西小島村           | 西小島村               | 明治8年1月 三ツ葉村     | 明治14年7月 西小島村                      | 西小島村                   | 高須町                     | 高須町                       | 高須町                 | 昭和30年1月15日 海津町            | 平成17年3月28日 海津市 | 海津市        |
| 下石津郡      | 西小島村     | 新田分       | 西小島村           | 西小島村               | 明治8年1月 稲山村       | 稲山村                                    | 稲山村                     | 西江村                     | 西江村                       | 西江村                 | 昭和30年1月15日 海津町            | 平成17年3月28日 海津市 | 海津市        |
| 下石津郡      | 梶屋村       | 梶屋村       | 梶屋村             | 明治7年9月 改称 下梶村 | 明治8年1月 稲山村       | 稲山村                                    | 稲山村                     | 西江村                     | 西江村                       | 西江村                 | 昭和30年1月15日 海津町            | 平成17年3月28日 海津市 | 海津市        |
| 下石津郡      | 五町村       | 五町村       | 五町村             | 五町村                 | 明治8年1月 稲山村       | 稲山村                                    | 稲山村                     | 西江村                     | 西江村                       | 西江村                 | 昭和30年1月15日 海津町            | 平成17年3月28日 海津市 | 海津市        |
| 下石津郡      | 柳湊村       | 柳湊村       | 柳湊村             | 柳湊村                 | 明治8年1月 稲山村       | 稲山村                                    | 稲山村                     | 西江村                     | 西江村                       | 西江村                 | 昭和30年1月15日 海津町            | 平成17年3月28日 海津市 | 海津市        |
| 下石津郡      | 安田村       | 安田村       | 安田村             | 安田村                 | 安田村                  | 安田村                                    | 安田村                     | 西江村                     | 西江村                       | 西江村                 | 昭和30年1月15日 海津町            | 平成17年3月28日 海津市 | 海津市        |
| 下石津郡      | 安田新田     | 安田新田     | 安田新田           | 安田新田               | 安田新田                | 安田新田                                  | 安田新田                   | 西江村                     | 西江村                       | 西江村                 | 昭和30年1月15日 海津町            | 平成17年3月28日 海津市 | 海津市        |
| 下石津郡      | 宮地村       | 宮地村       | 宮地村             | 宮地村                 | 宮地村                  | 宮地村                                    | 安田新田                   | 西江村                     | 西江村                       | 西江村                 | 昭和30年1月15日 海津町            | 平成17年3月28日 海津市 | 海津市        |
| 下石津郡      | 本阿弥新田   | 本阿弥新田   | 本阿弥新田         | 本阿弥新田             | 本阿弥新田              | 本阿弥新田                                | 本阿弥新田                 | 西江村                     | 西江村                       | 西江村                 | 昭和30年1月15日 海津町            | 平成17年3月28日 海津市 | 海津市        |
| 下石津郡      | 沼新田       | 沼新田       | 沼新田             | 沼新田                 | 沼新田                  | 沼新田                                    | 沼新田                     | 西江村                     | 西江村                       | 西江村                 | 昭和30年1月15日 海津町            | 平成17年3月28日 海津市 | 海津市        |
| 下石津郡      | 帆引新田     | 帆引新田     | 帆引新田           | 帆引新田               | 帆引新田                | 帆引新田                                  | 帆引新田                   | 西江村                     | 西江村                       | 西江村                 | 昭和30年1月15日 海津町            | 平成17年3月28日 海津市 | 海津市        |
| 下石津郡      | 七右衛門新田 | 七右衛門新田 | 七右衛門新田       | 七右衛門新田           | 七右衛門新田            | 七右衛門新田                              | 帆引新田                   | 西江村                     | 西江村                       | 西江村                 | 昭和30年1月15日 海津町            | 平成17年3月28日 海津市 | 海津市        |
| 下石津郡      | 深浜村       | 深浜村       | 深浜村             | 深浜村                 | 深浜村                  | 深浜村                                    | 深浜村                     | 西江村                     | 西江村                       | 西江村                 | 昭和30年1月15日 海津町            | 平成17年3月28日 海津市 | 海津市        |
| 下石津郡      | 万寿新田     | 一部         | 万寿新田           | 万寿新田               | 万寿新田                | 万寿新田                                  | 万寿新田                   | 西江村                     | 西江村                       | 西江村                 | 昭和30年1月15日 海津町            | 平成17年3月28日 海津市 | 海津市        |
| 下石津郡      | 万寿新田     | 一部         | 万寿新田           | 万寿新田               | 万寿新田                | 万寿新田                                  | 万寿新田                   | 大江村                     | 大江村                       | 大江村                 | 昭和30年1月15日 海津町            | 平成17年3月28日 海津市 | 海津市        |
| 下石津郡      | 福江村       | 福江村       | 福江村             | 福江村                 | 福江村                  | 福江村                                    | 福江村                     | 大江村                     | 大江村                       | 大江村                 | 昭和30年1月15日 海津町            | 平成17年3月28日 海津市 | 海津市        |
| 三重県 桑名郡 | 金廻村       | 金廻村       | 金廻村             | 金廻村                 | 金廻村                  | 明治16年11月1日 所属変更 下石津郡金廻村   | 金廻村                     | 大江村                     | 大江村                       | 大江村                 | 昭和30年1月15日 海津町            | 平成17年3月28日 海津市 | 海津市        |
| 三重県 桑名郡 | 油島新田     | 油島新田     | 油島新田           | 油島新田               | 油島新田                | 明治16年11月1日 所属変更 下石津郡油島新田 | 油島村                     | 大江村                     | 大江村                       | 大江村                 | 昭和30年1月15日 海津町            | 平成17年3月28日 海津市 | 海津市        |
| 三重県 桑名郡 | 江内村       | 江内村       | 江内村             | 江内村                 | 江内村                  | 明治16年11月1日 所属変更 下石津郡江内村   | 油島村                     | 大江村                     | 大江村                       | 大江村                 | 昭和30年1月15日 海津町            | 平成17年3月28日 海津市 | 海津市        |
| 海西郡        | 古中島村     | 古中島村     | 古中島村           | 古中島村               | 古中島村                | 古中島村                                  | 下石津郡 古中島村          | 大江村                     | 大江村                       | 大江村                 | 昭和30年1月15日 海津町            | 平成17年3月28日 海津市 | 海津市        |
| 海西郡        | 外浜村       | 外浜村       | 外浜村             | 外浜村                 | 外浜村                  | 外浜村                                    | 外浜村                     | 大江村                     | 大江村                       | 大江村                 | 昭和30年1月15日 海津町            | 平成17年3月28日 海津市 | 海津市        |
| 海西郡        | 森下村       | 森下村       | 森下村             | 森下村                 | 森下村                  | 森下村                                    | 森下村                     | 大江村                     | 大江村                       | 大江村                 | 昭和30年1月15日 海津町            | 平成17年3月28日 海津市 | 海津市        |
| 海西郡        | 石亀村       | 石亀村       | 石亀村             | 石亀村                 | 石亀村                  | 石亀村                                    | 石亀村                     | 大江村                     | 大江村                       | 大江村                 | 昭和30年1月15日 海津町            | 平成17年3月28日 海津市 | 海津市        |
| 海西郡        | 松木村       | 松木村       | 松木村             | 松木村                 | 松木村                  | 松木村                                    | 松木村                     | 吉里村                     | 吉里村                       | 吉里村                 | 昭和30年1月15日 海津町            | 平成17年3月28日 海津市 | 海津市        |
| 海西郡        | 瀬古村       | 瀬古村       | 瀬古村             | 瀬古村                 | 瀬古村                  | 瀬古村                                    | 瀬古村                     | 吉里村                     | 吉里村                       | 吉里村                 | 昭和30年1月15日 海津町            | 平成17年3月28日 海津市 | 海津市        |
| 海西郡        | 神桐村       | 神桐村       | 神桐村             | 神桐村                 | 神桐村                  | 神桐村                                    | 神桐村                     | 吉里村                     | 吉里村                       | 吉里村                 | 昭和30年1月15日 海津町            | 平成17年3月28日 海津市 | 海津市        |
| 海西郡        | 鹿野村       | 鹿野村       | 鹿野村             | 鹿野村                 | 鹿野村                  | 鹿野村                                    | 鹿野村                     | 吉里村                     | 吉里村                       | 吉里村                 | 昭和30年1月15日 海津町            | 平成17年3月28日 海津市 | 海津市        |
| 海西郡        | 鹿野一色村   | 鹿野一色村   | 鹿野一色村         | 鹿野一色村             | 鹿野一色村              | 鹿野一色村                                | 鹿野村                     | 吉里村                     | 吉里村                       | 吉里村                 | 昭和30年1月15日 海津町            | 平成17年3月28日 海津市 | 海津市        |
| 海西郡        | 成戸村       | 成戸村       | 成戸村             | 成戸村                 | 成戸村                  | 成戸村                                    | 成戸村                     | 吉里村                     | 吉里村                       | 吉里村                 | 昭和30年1月15日 海津町            | 平成17年3月28日 海津市 | 海津市        |
| 海西郡        | 福一色村     | 福一色村     | 福一色村           | 福一色村               | 福一色村                | 福一色村                                  | 福一色村                   | 吉里村                     | 吉里村                       | 吉里村                 | 昭和30年1月15日 海津町            | 平成17年3月28日 海津市 | 海津市        |
| 海西郡        | 大和田村     | 大和田村     | 大和田村           | 大和田村               | 大和田村                | 大和田村                                  | 大和田村                   | 東江村                     | 東江村                       | 東江村                 | 昭和30年1月15日 海津町            | 平成17年3月28日 海津市 | 海津市        |
| 海西郡        | 秋江村       | 秋江村       | 秋江村             | 秋江村                 | 秋江村                  | 秋江村                                    | 秋江村                     | 東江村                     | 東江村                       | 東江村                 | 昭和30年1月15日 海津町            | 平成17年3月28日 海津市 | 海津市        |
| 海西郡        | 草場村       | 草場村       | 草場村             | 草場村                 | 草場村                  | 草場村                                    | 草場村                     | 東江村                     | 東江村                       | 東江村                 | 昭和30年1月15日 海津町            | 平成17年3月28日 海津市 | 海津市        |
| 海西郡        | 小草場新田   | 小草場新田   | 小草場新田         | 小草場新田             | 小草場新田              | 小草場新田                                | 草場村                     | 東江村                     | 東江村                       | 東江村                 | 昭和30年1月15日 海津町            | 平成17年3月28日 海津市 | 海津市        |
| 海西郡        | 駒ヶ江村     | 駒ヶ江村     | 駒ヶ江村           | 駒ヶ江村               | 駒ヶ江村                | 駒ヶ江村                                  | 駒ヶ江村                   | 東江村                     | 東江村                       | 東江村                 | 昭和30年1月15日 海津町            | 平成17年3月28日 海津市 | 海津市        |
| 海西郡        | 日原村       | 日原村       | 日原村             | 日原村                 | 日原村                  | 日原村                                    | 日原村                     | 東江村                     | 東江村                       | 東江村                 | 昭和30年1月15日 海津町            | 平成17年3月28日 海津市 | 海津市        |
| 海西郡        | 長瀬村       | 長瀬村       | 長瀬村             | 長瀬村                 | 長瀬村                  | 長瀬村                                    | 長瀬村                     | 東江村                     | 東江村                       | 東江村                 | 昭和30年1月15日 海津町            | 平成17年3月28日 海津市 | 海津市        |
| 海西郡        | 立野村       | 立野村       | 立野村             | 立野村                 | 立野村                  | 立野村                                    | 立野村                     | 東江村                     | 東江村                       | 東江村                 | 昭和30年1月15日 海津町            | 平成17年3月28日 海津市 | 海津市        |
| 海西郡        | 長久保村     | 長久保村     | 長久保村           | 長久保村               | 長久保村                | 長久保村                                  | 長久保村                   | 東江村                     | 東江村                       | 東江村                 | 昭和30年1月15日 海津町            | 平成17年3月28日 海津市 | 海津市        |
| 愛知県 海西郡 | 松山中島村   | 松山中島村   | 松山中島村         | 松山中島村             | 松山中島村              | 明治20年7月12日 所属変更 海西郡松山中島村 | 松山中島村                 | 東江村                     | 東江村                       | 東江村                 | 昭和30年1月15日 海津町            | 平成17年3月28日 海津市 | 海津市        |
| 下石津郡      | 大里村       | 大里村       | 大里村             | 大里村                 | 明治8年6月 太田村       | 太田村                                    | 太田村                     | 石津村                     | 石津村                       | 昭和29年11月5日 南濃町 | 南濃町                            | 平成17年3月28日 海津市 | 海津市        |
| 下石津郡      | 安江村       | 安江村       | 安江村             | 安江村                 | 明治8年6月 太田村       | 太田村                                    | 太田村                     | 石津村                     | 石津村                       | 昭和29年11月5日 南濃町 | 南濃町                            | 平成17年3月28日 海津市 | 海津市        |
| 下石津郡      | 中島村       | 中島村       | 中島村             | 中島村                 | 中島村                  | 中島村                                    | 吉田村                     | 石津村                     | 石津村                       | 昭和29年11月5日 南濃町 | 南濃町                            | 平成17年3月28日 海津市 | 海津市        |
| 下石津郡      | 内新田       | 内新田       | 内新田             | 内新田                 | 内新田                  | 内新田                                    | 吉田村                     | 石津村                     | 石津村                       | 昭和29年11月5日 南濃町 | 南濃町                            | 平成17年3月28日 海津市 | 海津市        |
| 下石津郡      | 外新田       | 外新田       | 外新田             | 外新田                 | 外新田                  | 外新田                                    | 吉田村                     | 石津村                     | 石津村                       | 昭和29年11月5日 南濃町 | 南濃町                            | 平成17年3月28日 海津市 | 海津市        |
| 下石津郡      | 亀池新田     | 大部分       | 亀池新田           | 亀池新田               | 亀池新田                | 亀池新田                                  | 吉田村                     | 石津村                     | 石津村                       | 昭和29年11月5日 南濃町 | 南濃町                            | 平成17年3月28日 海津市 | 海津市        |
| 下石津郡      | 亀池新田     | 一部         | 亀池新田           | 亀池新田               | 亀池新田                | 亀池新田                                  | 松山村                     | 石津村                     | 石津村                       | 昭和29年11月5日 南濃町 | 南濃町                            | 平成17年3月28日 海津市 | 海津市        |
| 下石津郡      | 松山村       | 松山村       | 松山村             | 松山村                 | 松山村                  | 松山村                                    | 松山村                     | 石津村                     | 石津村                       | 昭和29年11月5日 南濃町 | 南濃町                            | 平成17年3月28日 海津市 | 海津市        |
| 下石津郡      | 太田村       | 太田村       | 太田村             | 明治7年9月 田鶴村      | 田鶴村                  | 田鶴村                                    | 田鶴村                     | 石津村                     | 石津村                       | 昭和29年11月5日 南濃町 | 南濃町                            | 平成17年3月28日 海津市 | 海津市        |
| 下石津郡      | 太田新田     | 太田新田     | 太田新田           | 明治7年9月 田鶴村      | 田鶴村                  | 田鶴村                                    | 田鶴村                     | 石津村                     | 石津村                       | 昭和29年11月5日 南濃町 | 南濃町                            | 平成17年3月28日 海津市 | 海津市        |
| 下石津郡      | 下一色村     | 下一色村     | 下一色村           | 下一色村               | 明治8年6月 境村         | 境村                                      | 境村                       | 石津村                     | 石津村                       | 昭和29年11月5日 南濃町 | 南濃町                            | 平成17年3月28日 海津市 | 海津市        |
| 下石津郡      | 下境村       | 下境村       | 下境村             | 下境村                 | 明治8年6月 境村         | 境村                                      | 境村                       | 石津村                     | 石津村                       | 昭和29年11月5日 南濃町 | 南濃町                            | 平成17年3月28日 海津市 | 海津市        |
| 下石津郡      | 西駒野村     | 西駒野村     | 西駒野村           | 西駒野村               | 西駒野村                | 西駒野村                                  | 西駒野村                   | 城山村                     | 昭和29年6月1日 町制 城山町   | 昭和29年11月5日 南濃町 | 南濃町                            | 平成17年3月28日 海津市 | 海津市        |
| 下石津郡      | 徳田村       | 徳田村       | 明治5年8月 徳田村  | 徳田村                 | 徳田村                  | 徳田村                                    | 徳田村                     | 城山村                     | 昭和29年6月1日 町制 城山町   | 昭和29年11月5日 南濃町 | 南濃町                            | 平成17年3月28日 海津市 | 海津市        |
| 下石津郡      | 徳田新田     | 徳田新田     | 明治5年8月 徳田村  | 徳田村                 | 徳田村                  | 明治14年10月 分立 徳田新田                | 徳田新田                   | 城山村                     | 昭和29年6月1日 町制 城山町   | 昭和29年11月5日 南濃町 | 南濃町                            | 平成17年3月28日 海津市 | 海津市        |
| 下石津郡      | 庭田村       | 庭田村       | 庭田村             | 庭田村                 | 庭田村                  | 庭田村                                    | 庭田村                     | 城山村                     | 昭和29年6月1日 町制 城山町   | 昭和29年11月5日 南濃町 | 南濃町                            | 平成17年3月28日 海津市 | 海津市        |
| 下石津郡      | 奥条村       | 奥条村       | 奥条村             | 奥条村                 | 奥条村                  | 奥条村                                    | 奥条村                     | 城山村                     | 昭和29年6月1日 町制 城山町   | 昭和29年11月5日 南濃町 | 南濃町                            | 平成17年3月28日 海津市 | 海津市        |
| 下石津郡      | 羽根村       | 羽根村       | 羽根村             | 羽根村                 | 明治8年1月 羽沢村       | 羽沢村                                    | 羽沢村                     | 城山村                     | 昭和29年6月1日 町制 城山町   | 昭和29年11月5日 南濃町 | 南濃町                            | 平成17年3月28日 海津市 | 海津市        |
| 下石津郡      | 馬沢村       | 馬沢村       | 馬沢村             | 馬沢村                 | 明治8年1月 羽沢村       | 羽沢村                                    | 羽沢村                     | 城山村                     | 昭和29年6月1日 町制 城山町   | 昭和29年11月5日 南濃町 | 南濃町                            | 平成17年3月28日 海津市 | 海津市        |
| 下石津郡      | 山崎村       | 山崎村       | 山崎村             | 山崎村                 | 山崎村                  | 山崎村                                    | 山崎村                     | 城山村                     | 昭和29年6月1日 町制 城山町   | 昭和29年11月5日 南濃町 | 南濃町                            | 平成17年3月28日 海津市 | 海津市        |
| 下石津郡      | 上野河戸村   | 上野河戸村   | 上野河戸村         | 上野河戸村             | 上野河戸村              | 上野河戸村                                | 上野河戸村                 | 城山村                     | 昭和29年6月1日 町制 城山町   | 昭和29年11月5日 南濃町 | 南濃町                            | 平成17年3月28日 海津市 | 海津市        |
| 多芸郡        | 駒野新田     | 駒野新田     | 駒野新田           | 駒野新田               | 駒野新田                | 駒野新田                                  | 駒野新田                   | 養老郡 池辺村 の一部       | 昭和29年11月3日 城山町に編入 | 昭和29年11月5日 南濃町 | 南濃町                            | 平成17年3月28日 海津市 | 海津市        |
| 多芸郡        | 釜段新田     | 一部         | 明治5年 志津村     | 明治7年9月 分立 釜段村 | 釜段村                  | 釜段村                                    | 釜段村 の一部              | 養老郡 池辺村 の一部       | 昭和29年11月3日 城山町に編入 | 昭和29年11月5日 南濃町 | 南濃町                            | 平成17年3月28日 海津市 | 海津市        |
| 多芸郡        | 志津村       | 志津村       | 明治5年 志津村     | 志津村                 | 志津村                  | 志津村                                    | 下多度村                   | 養老郡 下多度村            | 養老郡 下多度村              | 昭和29年11月5日 南濃町 | 南濃町                            | 平成17年3月28日 海津市 | 海津市        |
| 多芸郡        | 志津新田     | 志津新田     | 志津新田           | 志津新田               | 志津新田                | 志津新田                                  | 下多度村                   | 養老郡 下多度村            | 養老郡 下多度村              | 昭和29年11月5日 南濃町 | 南濃町                            | 平成17年3月28日 海津市 | 海津市        |
| 多芸郡        | 津屋村       | 一部を除く   | 津屋村             | 津屋村                 | 津屋村                  | 津屋村                                    | 下多度村                   | 養老郡 下多度村            | 養老郡 下多度村              | 昭和29年11月5日 南濃町 | 南濃町                            | 平成17年3月28日 海津市 | 海津市        |
| 多芸郡        | 津屋村       | 一部         | 津屋村             | 津屋村                 | 津屋村                  | 津屋村                                    | 下多度村                   | 養老郡 下多度村            | 養老郡 下多度村              | 昭和29年11月5日 南濃町 | 昭和30年4月1日 養老郡養老町に編入 | 養老郡養老町           | 養老郡 養老町 |
| 多芸郡        | 若宮村       | 若宮村       | 若宮村             | 若宮村                 | 若宮村                  | 若宮村                                    | 下多度村                   | 養老郡 下多度村            | 養老郡 下多度村              | 昭和29年11月5日 南濃町 | 昭和30年4月1日 養老郡養老町に編入 | 養老郡養老町           | 養老郡 養老町 |
| 多芸郡        | 舟見村       | 舟見村       | 舟見村             | 舟見村                 | 舟見村                  | 舟見村                                    | 下多度村                   | 養老郡 下多度村            | 養老郡 下多度村              | 昭和29年11月5日 南濃町 | 昭和30年4月1日 養老郡養老町に編入 | 養老郡養老町           | 養老郡 養老町 |

## 行政
歴代郡長
| 代 | 氏名 | 就任年月日               | 退任年月日                | 備考                 |
| -- | ---- | ------------------------ | ------------------------- | -------------------- |
| 1  |      | 明治30年（1897年）4月1日 |                           |                      |
|    |      |                          | 大正15年（1926年）6月30日 | 郡役所廃止により廃官 |